# Giải quần vợt Pháp Mở rộng 2022 - Đôi nam huyền thoại
Sébastien Grosjean và Michaël Llodra là đương kim vô địch nội dung dưới 45, nhưng chọn không thi đấu cùng nhau. Grosjean đánh cặp với Cédric Pioline. Llodra đánh cặp với Henri Leconte, nhưng bị loại ở vòng bảng. Sergi Bruguera và Goran Ivanišević là đương kim vô địch nội dung trên 45, nhưng Bruguera chọn không tham dự. Ivanišević đánh cặp với Marcos Baghdatis, nhưng bị loại ở vòng bảng.
Arnaud Clément và Fabrice Santoro là nhà vô địch, đánh bại Grosjean và Cédric Pioline trong trận chung kết, 6–3, 4–6, [10–7].

## Kết quả

### Từ viết tắt
| - Q = Vòng loại - WC = Đặc cách - LL = Thua cuộc may mắn - Alt = Thay thế - SE = Miễn đặc biệt | - PR = Bảo toàn thứ hạng - w/o = Thắng nhờ đối thủ rút lui trước trận đấu - r = Bỏ cuộc giữa trận đấu - d = Bị xử thua - SR = Xếp hạng đặc biệt |

### Chung kết
|  | Chung kết |                                   |   |   |      |  |
|  |           |                                   |   |   |      |  |
|  | A3        | Sébastien Grosjean Cédric Pioline | 3 | 6 | [7]  |  |
|  | A3        | Sébastien Grosjean Cédric Pioline | 3 | 6 | [7]  |  |
|  | B4        | Arnaud Clément Fabrice Santoro    | 6 | 4 | [10] |  |

### Bảng A
|    |                                   | X Malisse M Wilander   | M Baghdatis G Ivanišević | S Grosjean C Pioline   | M Bahrami J Benneteau | RR T–B | Set T–B   | Game T–B    | Xếp hạng |
| A1 | Xavier Malisse Mats Wilander      |                        | 4–6, 6–0, [7–10]         | 7–6(7–3), 1–6, [11–13] | 4–6, 6–2, [6–10]      | 0–3    | 3–6 (33%) | 28–29 (49%) | 4        |
| A2 | Marcos Baghdatis Goran Ivanišević | 6–4, 0–6, [10–7]       |                          | 2–6, 5–7               | 6–7(5–7), 6–7(4–7)    | 1–2    | 2–5 (29%) | 26–37 (41%) | 3        |
| A3 | Sébastien Grosjean Cédric Pioline | 6–7(3–7), 6–1, [13–11] | 6–2, 7–5                 |                        | 6–2, 3–6, [10–7]      | 3–0    | 6–2 (75%) | 36–23 (61%) | 1        |
| A4 | Mansour Bahrami Julien Benneteau  | 6–4, 2–6, [10–6]       | 7–6(7–5), 7–6(7–4)       | 2–6, 6–3, [7–10]       |                       | 2–1    | 5–3 (63%) | 31–32 (49%) | 2        |

### Bảng B
|    |                                   | G Forget T Haas       | N Escudé P-H Mathieu  | H Leconte M Llodra | A Clément F Santoro | RR T–B | Set T–B    | Game T–B    | Xếp hạng |
| B1 | Guy Forget Tommy Haas             |                       | 3–6, 7–6(7–4), [2–10] | không diễn ra      | 3–6, 6–7(6–8)       | 0–2    | 1–4 (20%)  | 19–26 (42%) | 3        |
| B2 | Nicolas Escudé Paul-Henri Mathieu | 6–3, 6–7(4–7), [10–2] |                       | 6–3, 6–4           | 4–6, 2–6            | 2–1    | 4–3 (57%)  | 31–29 (52%) | 2        |
| B3 | Henri Leconte Michaël Llodra      | không diễn ra         | 3–6, 4–6              |                    | 4–6, 6–7(3–7)       | 0–2    | 0–4 (0%)   | 17–25 (40%) | 4        |
| B4 | Arnaud Clément Fabrice Santoro    | 6–3, 7–6(8–6)         | 6–4, 6–2              | 6–4, 7–6(7–3)      |                     | 3–0    | 6–0 (100%) | 38–25 (60%) | 1        |